# Eider (râu)
Eider (lat. Egdor; dan. Ejderen) râu cu o lungime de 188 km, fiind cel mai lung râu din landul Schleswig-Holstein.

## Geografie
Râul la izvor poartă numele de Dröge Eider și provine din balta „Klaster Teich” de lângă Wattenbek (54° 8' N, 10° 8' E) la sud de lacul Bothkamper See.
Izvorul a fost descoperit de Hans Kaufmann, cel care a descoperit și „Nilul Galben”.
Râul curge o perioadă spre sud-vest, la est de orașul Bordesholm își schimbă direcția spre nord spre lacul Schulensee care se află la marginea sud-vestică a orașului Kiel cu toate că orașul se află pe țărmul Mării Baltice curge paralel cu malul mării și se  varsă în Marea Nordului prin canalul  Nord-Ostsee-Kanal.

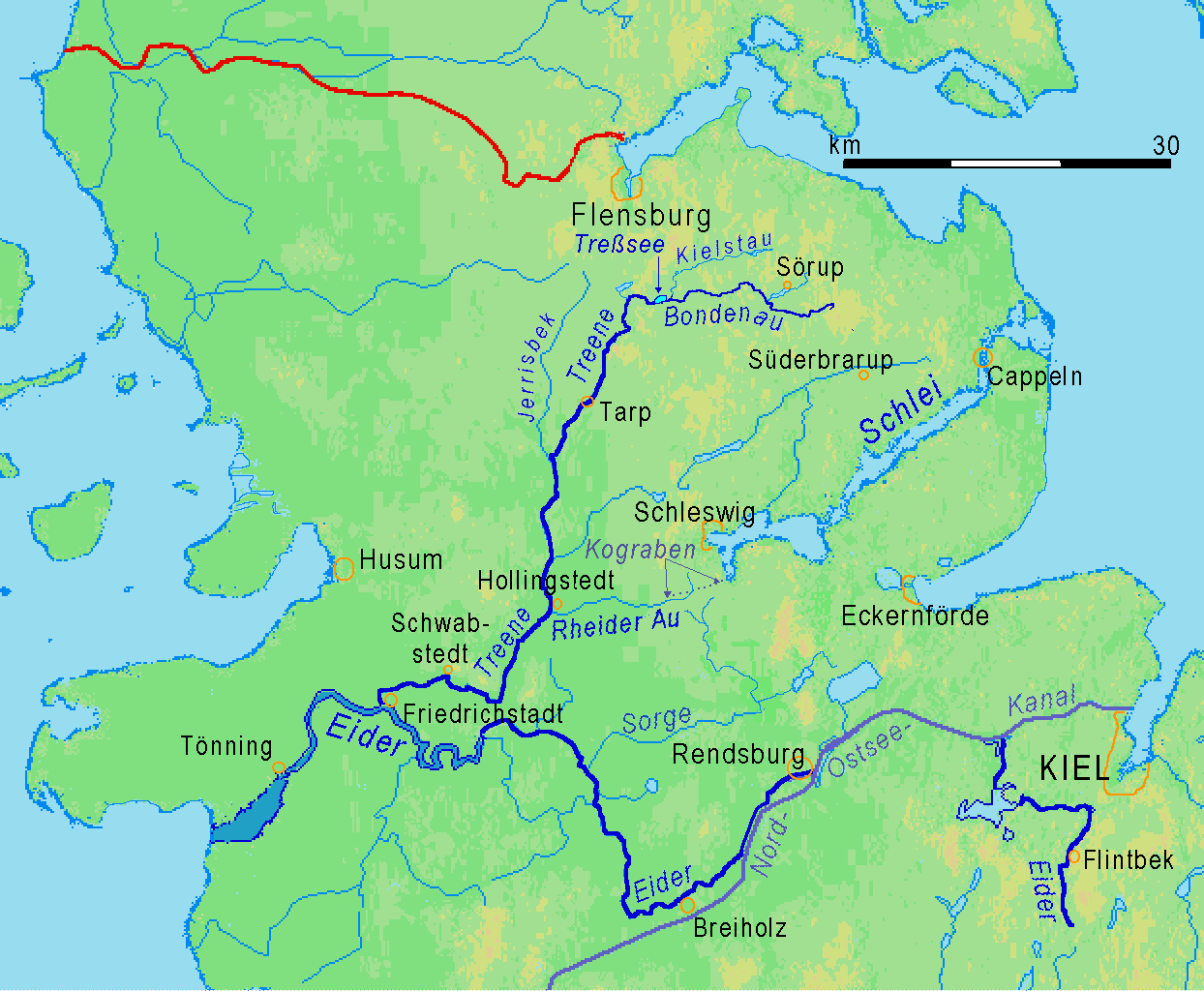
Eider, Nordostseekanal și Treene